# Державна судова адміністрація України
Державна судова адміністрація України (ДСА України) — державний орган у системі правосуддя, який здійснює організаційне та фінансове забезпечення діяльності органів судової влади.

## Статус
ДСА підзвітна Вищій раді правосуддя. Територіальні управління ДСА діють в адміністративних одиницях України. Посадові особи ДСА, її територіальних управлінь є державними службовцями.
ДСА є юридичною особою, має печатку із зображенням Герба України та своїм найменуванням, самостійний баланс та рахунки в органах Державного казначейства України.
Положення про ДСА та типове положення про її територіальне управління затверджується Вищою радою правосуддя після консультацій з Радою суддів України.

## Історія
Олексій Сальніков керував ДСА до 7 грудня 2023 року, коли його було притягнуто до дисциплінарної відповідальності у вигляді звільнення з посади. Сальнікова підозрюють у схиленні до передачі хабаря суддям Верховного суду та заволодіння чужим майном шляхом обману. У березні 2023 року голова ДСА отримав $7,5 тис. хабаря, частину з яких він мав передати суддям. У липні у Сальнікова було проведено обшуки, а Вищий антикорупційний суд призначив тодішньому голові ДСА Сальнікову заставу в 805 тис. грн.

## Повноваження
1. представляє суди у відносинах із Кабінетом Міністрів України та Верховною Радою України під час підготовки проекту закону про Державний бюджет України на відповідний рік у межах повноважень, визначених цим Законом;
2. забезпечує належні умови діяльності судів загальної юрисдикції, Вищої кваліфікаційної комісії суддів України, Національної школи суддів України та органів суддівського самоврядування в межах повноважень, визначених цим Законом;
3. вивчає практику організації діяльності судів, розробляє і вносить у встановленому порядку пропозиції щодо її вдосконалення;
4. вивчає кадрові питання апарату судів, прогнозує потребу у спеціалістах, здійснює замовлення на підготовку відповідних спеціалістів;
5. забезпечує необхідні умови для підвищення кваліфікації працівників апарату судів, створює систему підвищення кваліфікації;
6. організовує роботу з ведення судової статистики, діловодства та архіву; контролює стан діловодства у судах загальної юрисдикції;
7. готує матеріали для формування пропозицій щодо бюджету судів;
8. організовує комп'ютеризацію судів для здійснення судочинства, діловодства, інформаційно-нормативного забезпечення судової діяльності та забезпечення функціонування автоматизованої системи документообігу в судах; забезпечує суди необхідними технічними засобами фіксування судового процесу в межах коштів, передбачених у Державному бюджеті України на фінансування відповідних судів;
9. забезпечує впровадження електронного суду; здійснює заходи щодо організації обміну електронними документами між судами та іншими державними органами і установами;
10. забезпечує функціонування автоматизованої системи визначення члена Вищої кваліфікаційної комісії суддів України;
11. забезпечує ведення Єдиного державного реєстру судових рішень та Реєстру електронних адрес органів державної влади, їх посадових та службових осіб, забезпечує функціонування системи відеоконференц-зв'язку для участі осіб у засіданні суду в режимі відеоконференції;
12. взаємодіє з відповідними органами та установами, в тому числі інших держав, з метою вдосконалення організаційного забезпечення діяльності судів;
13. розробляє та затверджує за погодженням із Радою суддів України Типове положення про апарат суду;
14. організовує діяльність служби судових розпорядників;
15. затверджує положення про бібліотеку суду;
16. здійснює управління об'єктами державної власності, що належать до сфери управління Державної судової адміністрації України;
17. здійснює інші повноваження, визначені законом.